# Тунцзян
Тунцзян (кит. спр. 同江市, піньїнь: Tóngjiāng Shì) — прикордонне місто-повіт в східнокитайській провінції Хейлунцзян, складова міста Цзямуси.

## Географія
Тунцзян розташовується на півночі префектури, лежить на висоті близько 53 метрів над рівнем моря у місці злиття Сунгарі і Амура.

### Клімат
Місто знаходиться у зоні, котра характеризується вологим континентальним кліматом з теплим літом. Найтепліший місяць — липень із середньою температурою 22,1 °C. Найхолодніший місяць — січень, із середньою температурою -20 °С.
| Клімат Тунцзяна         | Клімат Тунцзяна | Клімат Тунцзяна | Клімат Тунцзяна | Клімат Тунцзяна | Клімат Тунцзяна | Клімат Тунцзяна | Клімат Тунцзяна | Клімат Тунцзяна | Клімат Тунцзяна | Клімат Тунцзяна | Клімат Тунцзяна | Клімат Тунцзяна | Клімат Тунцзяна |
| Показник                | Січ.            | Лют.            | Бер.            | Квіт.           | Трав.           | Черв.           | Лип.            | Серп.           | Вер.            | Жовт.           | Лист.           | Груд.           | Рік             |
| Середній максимум, °C   | −14,6           | −9,1            | −0,2            | 11,1            | 19,2            | 24,5            | 26,9            | 25,2            | 19,8            | 10,6            | −2,4            | −12,4           | 8,2             |
| Середня температура, °C | −20             | −15,5           | −5,9            | 5,4             | 13,3            | 19,2            | 22,1            | 20,7            | 14,4            | 5,1             | −7,2            | −17,2           | 2,9             |
| Середній мінімум, °C    | −24,8           | −21,3           | −11,6           | 0               | 7,4             | 13,8            | 17,5            | 16,5            | 9,4             | 0,4             | −11,4           | −21,4           | −2,1            |
| Норма опадів, мм        | 6.5             | 6.1             | 12.4            | 31.9            | 47.8            | 75.3            | 106.1           | 129.5           | 62              | 33.4            | 12.6            | 9               | 532.6           |
| Вологість повітря, %    | 72              | 68              | 63              | 61              | 62              | 71              | 78              | 80              | 74              | 65              | 66              | 72              | 69.3            |
| ----------------------- | --------------- | --------------- | --------------- | --------------- | --------------- | --------------- | --------------- | --------------- | --------------- | --------------- | --------------- | --------------- | --------------- |
| Джерело: data.cma.cn    |                 |                 |                 |                 |                 |                 |                 |                 |                 |                 |                 |                 |                 |